# Eupelmus urozonus
Eupelmus urozonus är en stekelart som beskrevs av Johan Wilhelm Dalman 1820. Eupelmus urozonus ingår i släktet Eupelmus och familjen hoppglanssteklar. Arten är reproducerande i Sverige. Inga underarter finns listade i Catalogue of Life.

## Bildgalleri

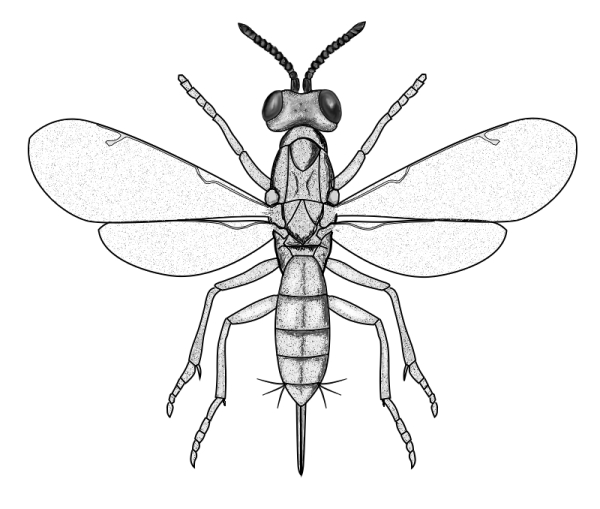